# Urotrygonidae
Urotrygonidae, porodica riba hrskavičnjača, dio je reda Myliobatiformes. Na popisu su 2 roda i 20 vrsta. 

## Rasprostranjenost
Tropska do umjereno topla mora kontinentskog šelfa zapadnog Atlantika i istočnog Pacifika; obalna područja, rijetko dublje od 90 metara. Ponekad zađu u estuarij.

## Rodovi
1. Urobatis Garman, 1913
2. Urotrygon Gill, 1863